# سطح المكتب عن بعد

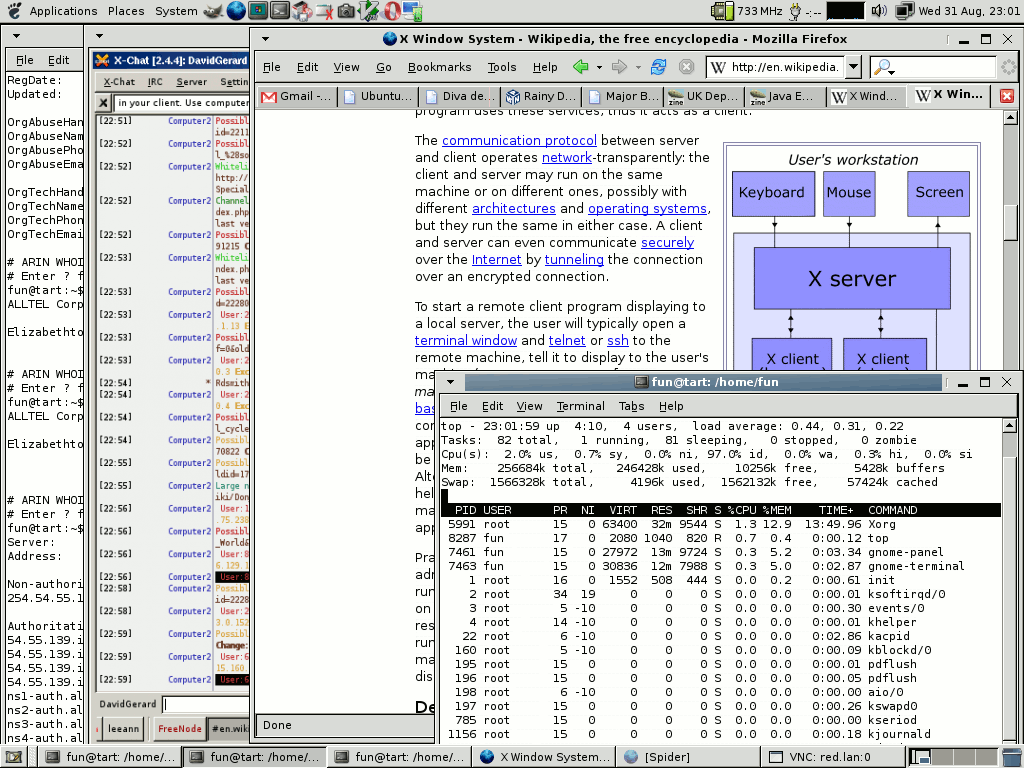

في الحوسبة، يشير المصطلح سطح المكتب البعيد أو سطح المكتب عن بعد إلى برنامج أو ميزة نظام تشغيل تسمح بتشغيل بيئة سطح المكتب للحاسوب الشخصي عن بعد على نظام واحد (عادةً جهاز حاسوب، لكن المفهوم ينطبق بالتساوي على الخادم)، بينما يُعرض على جهاز عميل منفصل. تطبيقات سطح المكتب البعيدة لها ميزات مختلفة. يسمح البعض بالإلحاق بجلسة مستخدم حالي (على سبيل المثال، سطح مكتب قيد التشغيل) و «التحكم عن بُعد»، إما عن طريق عرض جلسة التحكم عن بُعد أو مسح الشاشة. الاستيلاء على سطح المكتب عن بعد هو شكل من أشكال الإدارة عن بعد.

## نظرة عامة
يمكن أيضًا شرح الوصول عن بُعد على أنه جهاز تحكم عن بعد لجهاز كمبيوتر باستخدام جهاز آخر متصل عبر الإنترنت أو شبكة أخرى. يستخدم هذا على نطاق واسع من قبل العديد من الشركات المصنعة لأجهزة الكمبيوتر ومكاتب مساعدة الشركات الكبيرة لاستكشاف المشكلات الفنية لعملائها.
يلتقط برنامج سطح المكتب البعيد مدخلات الماوس ولوحة المفاتيح من الكمبيوتر المحلي (العميل) ويرسلها إلى الكمبيوتر البعيد (الخادم). يرسل الكمبيوتر البعيد بدوره أوامر العرض إلى الكمبيوتر المحلي. عندما تحتاج التطبيقات التي تحتوي على الكثير من الرسومات، بما في ذلك نماذج الفيديو أو النماذج ثلاثية الأبعاد، إلى التحكم فيها عن بُعد، يجب استخدام برنامج محطة عمل عن بعد يرسل البيكسلات بدلاً من أوامر العرض لتوفير تجربة سلسة ومثل المحلية. يعد HP Remote Graphics Software أحد حلول محطات العمل عن بُعد.
تتم مشاركة سطح المكتب عن بعد من خلال نموذج عميل / خادم مشترك. يتم تثبيت العميل، أو عارض VNC ، على جهاز كمبيوتر محلي ثم يقوم بالاتصال عبر أحد الشبكات بخادم مكون، وهو مثبت على الكمبيوتر البعيد. في جلسة VNC النموذجية، يتم تسجيل كافة ضغطات المفاتيح ونقرات الماوس كما لو كان العميل يقوم بالفعل بالمهام على جهاز المستخدم النهائي.
لا يزال الكمبيوتر الهدف في سيناريو سطح مكتب بعيد قادرًا على الوصول إلى جميع وظائفه الأساسية. يمكن مشاركة العديد من هذه الوظائف الأساسية، بما في ذلك الحافظة الرئيسية، بين الكمبيوتر الهدف وعميل سطح المكتب البعيد.

## الاستخدامات
الاستخدام الرئيسي لبرنامج سطح المكتب البعيد هو الإدارة عن بُعد والتطبيق عن بُعد. تنشأ هذه الحاجة عندما يكون مشتري البرامج بعيدًا عن بائع البرامج. يمكن استخدام معظم برامج الوصول عن بُعد لـ «أجهزة كمبيوتر مقطوعة الرأس»: بدلاً من أن يكون لكل كمبيوتر جهاز العرض ولوحة المفاتيح والماوس الخاصين به، أو باستخدام مفتاح KVM ، يمكن أن يحتوي جهاز كمبيوتر واحد على شاشة ولوحة مفاتيح وبرامج للتحكم عن بُعد، والسيطرة على العديد من أجهزة الكمبيوتر مقطوعة الرأس. يعد وضع سطح المكتب المكرر مفيدًا لدعم المستخدم والتعليم. يمكن أن يكون برنامج التحكم عن بُعد المقترن بالاتصال الهاتفي مفيدًا تقريبًا لمستخدمي الكمبيوتر المبتدئين كما لو كان فريق الدعم موجودًا بالفعل.
نظرًا لأن ظهور الحوسبة السحابية يمكن بأن تضع برامج سطح المكتب البعيد على أجهزة USB ، مما يسمح للمستخدمين بتوصيل الجهاز بأي جهاز كمبيوتر متصل بشبكتهم أو الإنترنت وإعادة إنشاء سطح المكتب الخاص بهم عن طريق الاتصال بالسحابة. يتجنب هذا الطراز مشكلة واحدة في برنامج سطح المكتب البعيد، والذي يتطلب تشغيل الكمبيوتر المحلي في الوقت الذي يرغب المستخدم في الوصول إليه عن بُعد. (من الممكن باستخدام جهاز توجيه يدعم C2S VPN ، وWake على أجهزة LAN ، تأسيس اتصال شبكة خاصة ظاهرية (VPN) مع الموجه عبر الإنترنت إذا لم يكن متصلاً بشبكة LAN ، قم بتشغيل جهاز كمبيوتر متصل بالموجه، ثم اتصل به.)
تتوفر منتجات سطح المكتب البعيد في ثلاثة طرز: الخدمة المستضافة والبرامج والأجهزة.

## بروتوكولات
تتضمن بروتوكولات سطح المكتب البعيد ما يلي:
- بروتوكول سطح المكتب البعيد من Apple (ARD)  –  البروتوكول الأصلي لـ Apple Remote Desktop على أجهزة macOS .
- بروتوكول ارتباط الجهاز (ALP)  –  بروتوكول خاص بشركة Sun Microsystems يضم الصوت (التشغيل والتسجيل) والطباعة عن بعد وUSB عن بعد والفيديو المتسارع
- برنامج HP Remote Graphics (RGS)  –  بروتوكول ملكية صممه شركة Hewlett-Packard خصيصًا للتحكم عن بُعد في محطة العمل عن بُعد والتعاون.
- هندسة الحوسبة المستقلة (ICA)  –  بروتوكول الملكية صممه أنظمة سيتريكس
- تقنية NX (NoMachine NX)  –  بروتوكول عبر منصة يضم الصوت والفيديو والطباعة عن بعد، USB عن بعد، H264 تمكين.
- PC-over-IP (PCoIP)  –  بروتوكول مملوك يستخدم بواسطة VMware (مرخص من Teradici) [3]
- بروتوكول سطح المكتب البعيد (RDP)  –  بروتوكول خاص بـ Windows يتميز بالطباعة الصوتية والبعيدة
- بروتوكول التخزين المؤقت للإطار البعيد (RFB)  –  بروتوكول عبر منصة المستوى على مستوى نظام Framebuffer يستند VNC إليه.
- SPICE (بروتوكول بسيط لبيئات الحوسبة المستقلة) - نظام عرض عن بعد مصمم خصيصًا للبيئات الافتراضية بواسطة Qumranet ، الآن Red Hat
- Splashtop  –  بروتوكول سطح المكتب البعيد عالي الأداء تم تطويره بواسطة Splashtop ، وهو محسّن بالكامل للأجهزة (H.264) بما في ذلك شرائح Intel / AMD و NVIDIA / ATI GPU و APU و Qualcomm Snapdragon و NVIDIA Tegra. من خلال تحسين ملفات تعريف برامج ترميز الوسائط المختلفة، يمكن لـ Splashtop توفير معدلات إطارات عالية مع زمن استجابة منخفض واستهلاك طاقة منخفض أيضًا.
- Xpra  –  بروتوكول تم تطويره في الأصل لإعادة توجيه تطبيق X11 بسلاسة مع الصوت والفيديو والطباعة عن بعد، إلخ - ممتد لدعم خوادم Windows وmacOS
- نظام النافذة X (X11)  –  بروتوكول راسخ المنصات يستخدم أساسا لعرض التطبيقات المحلية؛ X11 هو شبكة شفافة

## المتغيرات الخبيثة
(RAT ، التي تسمى أحيانًا creepware ) أو بالإنجليزية يسمى بـ (Remote Access Trojan) وهو نوع من البرامج الضارة التي تتحكم في نظام عبر اتصال شبكة تكون بعيدة أو (عن بعد). في حين أن مشاركة سطح المكتب والإدارة عن بعد لها العديد من الاستخدامات القانونية ولها مزاياها الخاصة، إلا أنه "RAT" لها تدخلها الخاص في هذا المجال ويمكن بأن تتدخل في تلف هذه الأنشطة التي تتحكم في عملية الإتصال عن بعد. RAT تعني نشاطًا إجراميًا أو ضارًا. عادة ما يتم تثبيت RAT دون علم الضحية، وغالبًا ما يكون حمولة حصان طروادة، وسيحاول إخفاء تشغيله عن الضحية وعن برامج الأمان وغيرها من برامج مكافحة الفيروسات.

### أمثلة بارزة
- اللبلاب السام (Poisonlvy)
- الفرعية السابعة (Sub Seven)
- الوحش طروادة (Beast Trojan)
- بيفروست [11] (Bifrost)
- الظلال السوداء [12][13] (Blackshades)
- DarkComet [14][15]

## إنظر أيضاً
- سطح المكتب الافتراضية
- الشبكة الخارجية
- حاسب يستخدم عن بعد
- الشبكة المنزلية